# Šipolje
Shipol est une localité du Kosovo située dans la commune/municipalité de Mitrovicë/Kosovska Mitrovica et dans le district de Mitrovicë/Kosovska Mitrovica. Selon le recensement kosovar de 2011, elle compte 4 834 habitants.

## Géographie
Shipol est situé sur les bords de l'Ibar.

## Démographie

### Évolution historique de la population dans la localité
| 1948 | 1953 | 1961 | 1971  | 1981  | 1991  | 2011  |
| ---- | ---- | ---- | ----- | ----- | ----- | ----- |
| 279  | 323  | 456  | 1 484 | 3 131 | 3 595 | 4 834 |

|  |

### Répartition de la population par nationalités (2011)
En 2011, les Albanais représentaient 99,67 % de la population.